# Kanton Tours-Val-du-Cher
Der Kanton Tours-Val-du-Cher war von 1973 bis 2015 ein französischer Wahlkreis im Arrondissement Tours, im Département Indre-et-Loire und in der Region Centre-Val de Loire.
Der Wahlkreis umfasste einen Teil der Stadt Tours (vom Boulevard Winston Churchill im Norden bis zur Saint-Sauveur-Brücke über den Cher). 